# 長崎電気瓦斯
長崎電気瓦斯株式会社（ながさきでんきガスかぶしきがいしゃ）は、大正時代に存在した日本の電力会社・都市ガス供給事業者である。
本社は長崎県長崎市で、長崎市内とその周辺を供給区域とする。1914年（大正3年）に、1889年（明治22年）設立の電力会社長崎電灯株式会社（ながさきでんとう）と、1902年（明治35年）創業のガス会社九州瓦斯株式会社（きゅうしゅうガス）が合併して成立した。存在したのは3年と短く1916年（大正5年）には九州電灯鉄道（後の東邦電力）に合併された。
電力会社としては九州電力の前身の一つ、ガス事業者としては西部ガスの前身の一つにあたる。

## 沿革

### 長崎電灯の設立
長崎市においては、他の大多数の都市と同じく電気事業の方がガス事業よりも早くに始まった。その電気事業の端緒といえるのが、1886年（明治19年）8月に行われた市内の紡績工場「長崎紡績所」におけるアーク灯の試験的点灯である。諸説あるがこれが九州で最初に点灯した電灯だとされており、東京電灯によって日本で初めて電気の供給が事業化される1年前のできごとであった。長崎紡績所を経営する山口徳太郎はこの試験的点灯の結果をうけてエジソン式直流発電機を購入し、紡績所構内に電灯をつけるための本格的な自家発電を開始した。
さらに山口は、長崎紡績所での自家発電に留まらず長崎での電気供給事業の起業を図り、佐賀県の銀行家古賀祐一（第七十二国立銀行取締役）を誘って1888年（明治21年）8月に資本金7万円の「有限責任長崎電灯会社」設立を長崎県当局に出願した。この申請は間もなく認可され、山口らは翌1889年（明治22年）2月には発起人総会を開き3月より株式の募集を始めた。ところがこの山口・古賀派の起業計画に並行して、第十八国立銀行（後の十八銀行）頭取松田源五郎を中心とするグループが「長崎自調電灯会社」という電灯会社を1888年8月に設立した。事業領域が重複する両陣営は対立し、やがて中傷合戦を展開するまでに対立が先鋭化してしまい電気事業起業の動きは一時停滞した。

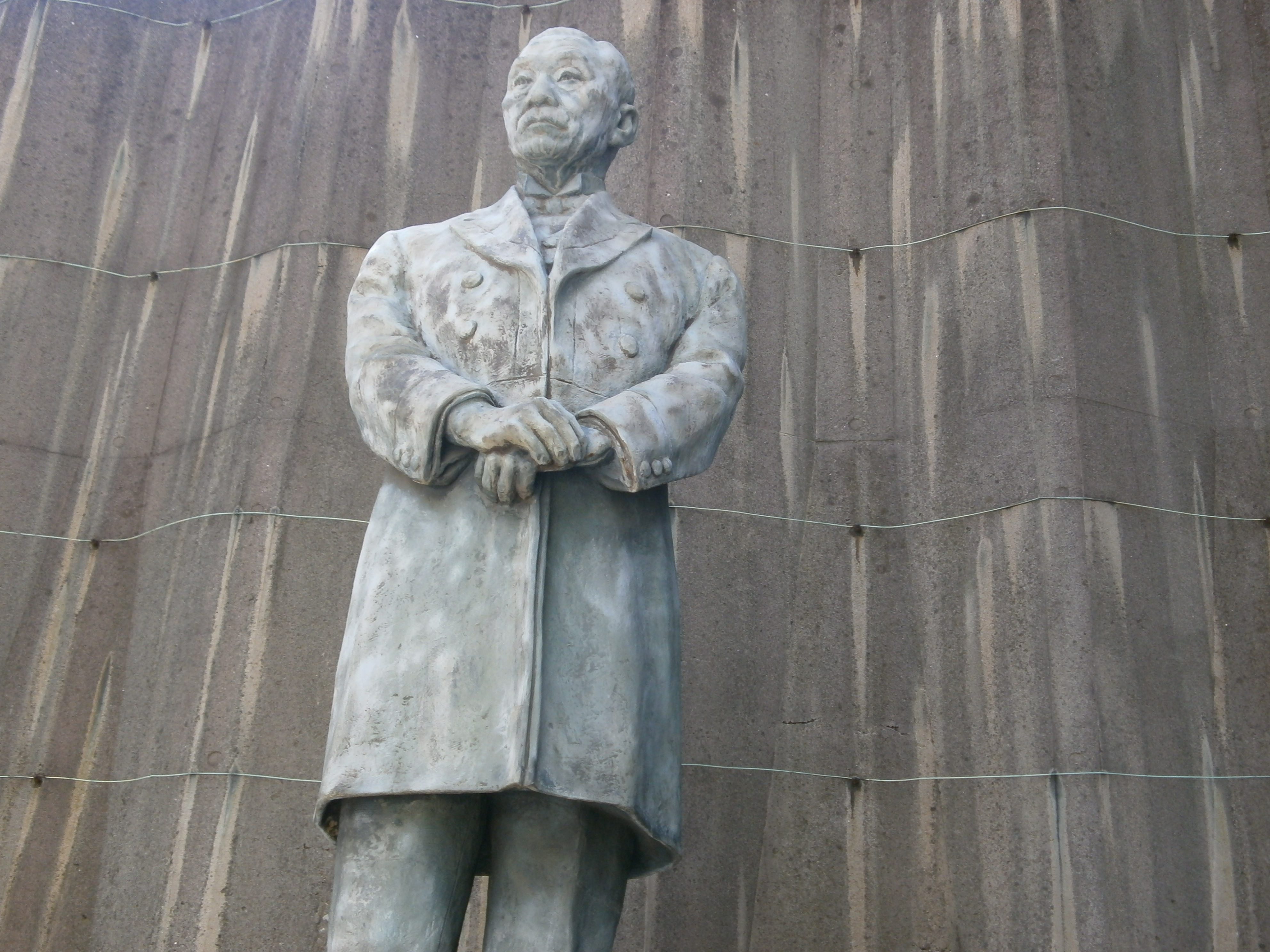
大阪商工会議所にある土居通夫像。土居は初代長崎電灯社長に就任。

松田らのグループは大阪電灯に電気機器一切を発注しており、当時同社が販売代理店となっていたトムソン・ヒューストン・エレクトリック製の交流発電機を導入する計画であった。大阪電灯社長の土居通夫は起業計画が進まないことから山口・松田両陣営の仲裁に乗り出し、その結果両陣営合同で1889年8月に長崎電灯株式会社が設立された。資本金は10万円。初代社長には土居が自ら就任し、中立派の吉川安之助が支配人として経営実務を担当する体制とされたほか、山口・松田両陣営から同数ずつ取締役が選出された。なお、土居の社長在任期間は半年のみで年内に辞任している。その後は1893年（明治26年）3月になって支配人の吉川が専務となった（1895年6月まで在任）。
1890年（明治23年）3月、機械一式が長崎に到着した。しかしこのころになると不況の影響で山口徳太郎（長崎紡績所が破綻した）をはじめ離脱者が相次ぎ、8月には資本金を8万円に減資せざるを得なくなった。その上、市内の袋町（現・栄町）に発電所を置く予定であったが火力発電による煙害を忌避した町民により反対運動が起きたため中止となり、平地が少ない土地柄から用地の確保に難渋して用地買収は会社設立から3年経った1892年（明治35年）7月にまでずれ込んだ。

### 電気事業の開業
発電所は、当時長崎市外であった浦上山里村馬込郷（市の北側、後の長崎市御船蔵町）に設置された。1893年（明治36年）2月に発電所の試運転が開始され、4月1日より長崎電灯の本格営業が始まった。長崎電灯の事業は、1891年7月に開業した熊本市の熊本電灯（後の熊本電気）に続く、九州で2番目の電気事業である。
長崎電灯では、10燭終夜灯を例に挙げると月額1円20銭という具合に、産炭地に近い立地であるものの高価な電灯料金を設定していたが（石炭費の高い熊本電灯は10燭灯月額1円）、開業から1年で電灯数が700灯前後となって早々に59キロワットという当初の発電力では賄いきれなくなった。発電所が街中から遠い、水利が悪く燃料費に劣らない利水料がかかる、という欠点があったことから、1896年（明治39年）に増設とともに発電所を長崎市内東部の高野平（現・高平町）へ移転している。増設後、翌年には電灯数が1,767灯となり、先発の熊本電灯よりも大きな事業となった。
供給増加の一方で、1896年以降は石炭価格の高騰に伴って経営状況が悪化し、1896年下期には欠損を出すに至った。これをうけて電灯供給時間を終夜から午前1時30分までに短縮する（半夜灯という）とともに料金を引き上げるという対策を打ち出し、利益を確保している。値上げによって供給実績は一度落ち込むものの1899年（明治32年）以降は増加傾向に戻り、1903年（明治36年）には電灯数が5千灯を超えた。このような事業拡張に要する資金として1902年（明治35年）には資本金を3倍の24万円へと増資したが、多くの借入金を抱え支出が嵩み経営は順調と言えるものではなかった。

### ガス事業の出現
電気事業の一方でガス事業については、1899年ごろから小曽根晨太郎ら長崎の有力実業家の間で起業への動きが始まった。電灯は当時半夜灯のみ（終夜灯となるのは1903年11月から）でなおかつ故障が多く、市内のうち大浦川より南（外国人居住者の多い南山手など）はまだ配電範囲外であったことからガス灯を供給すべく計画されたものである。長崎出身の実業家山内善三郎が参加すると起業計画は前進し、1902年12月28日、資本金10万円で「長崎瓦斯合資会社」が設立されるに至った。社長には山内が就いた。
事務所および石炭ガスを製造するガス工場の用地は、小曽根の提供により長崎港の埋立地である小曽根町とされた。開業は1903年10月1日で、横浜・東京・神戸に次いで日本では4番目、九州では第1号のガス事業である。1,000立方フィートにつき灯用2円、熱用1円80銭とガス料金は高価であったが、工場周辺には外国人居住者が多く台所の熱用としての需要が多数あり、商店街からも電灯がまだ暗く故障しがちな時代であったことから店頭の照明用として歓迎された。需要家は同年12月時点で415戸で、創業から10年を経ていた長崎電灯の需要家は同じ時期703戸であったから、事業規模は長崎電灯に比して遜色ないものであったといえる。開業翌年の1904年（明治37年）、日露戦争が勃発。これに伴い外国人居住者の引き揚げが相次いだことで、ガスの売り上げは減少傾向となった。その上小曽根ら関係者の死去が続いたため1906年（明治39年）8月29日をもって長崎瓦斯は解散、社長だった山内善三郎個人が事業を引き継いだ（山内商会瓦斯部）。
日露戦争の影響は電気事業にも及んだ。戦争により再び石炭価格が高騰したことで、長崎電灯は1905年（明治38年）下期に無配となり、1906年（明治39年）には再び赤字に転落した。そのため一部株主から経営陣に対する強い批判が起こり、1906年には役員から一時退いていた大株主の古賀祐一が改革派株主を代表して監査役に就任、会社設立以前から続く山口派・松田派の対立が再燃することになった。1907年（明治40年）より十八銀行副頭取で松田派の社長である氷見寛二（1906年1月社長復帰）の下で経営改革が始まるが、黒字化・復配したものの支出が嵩む状態が続いた。その要因の一つに考えられたのが低い発電効率によるコスト高である。当時の主力発電設備は1903年に増設された300キロワット発電機であったが、この設備は最新鋭の設備に比べて9倍近い石炭を消費していたという。コスト高解消を目指し設備更新を計画、1911年（明治44年）7月には資本金を20万円（1908年に減資していた）から100万円へと大幅に増資し、その資金で新発電所の建設に着手した。

### 電灯対ガス灯

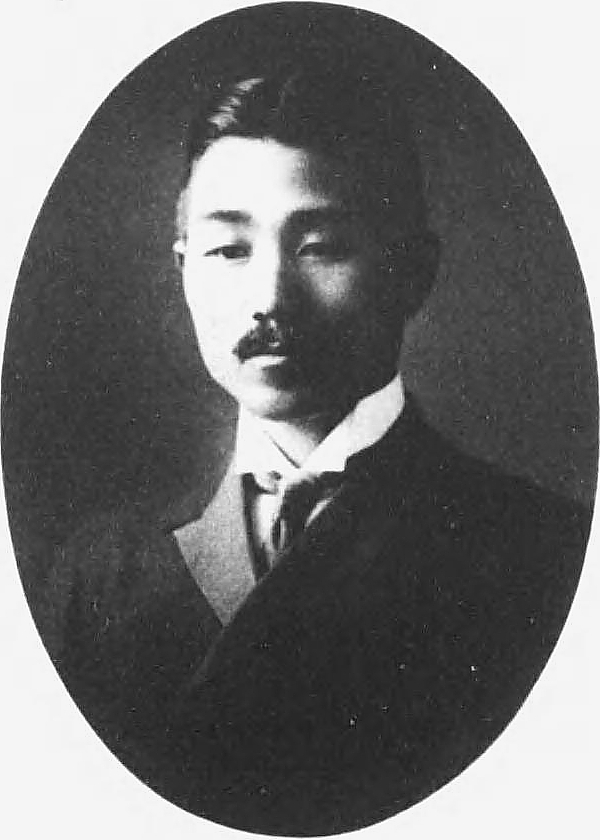
古賀春一

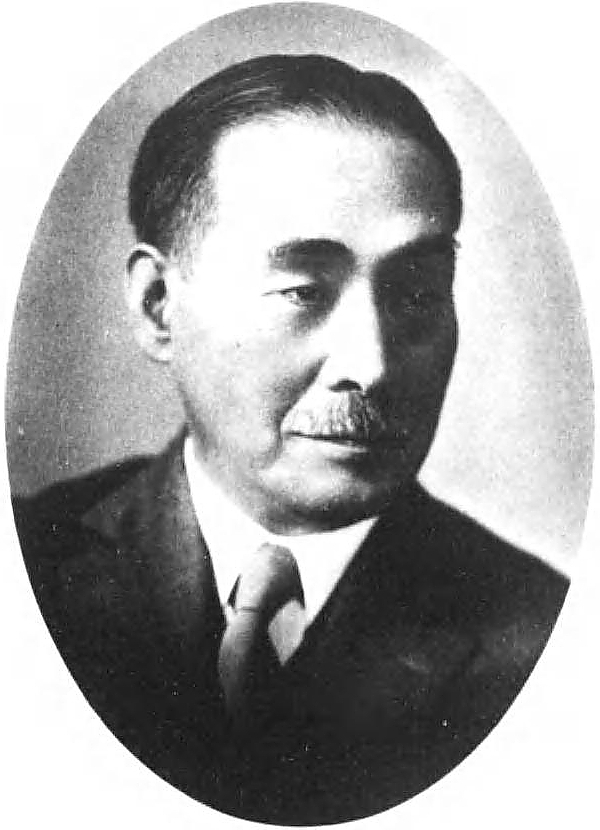
太田清蔵

長崎電灯では1912年（明治45年）7月になり、氷見寛二が社長を辞任して古賀鉱業代表の古賀春一が新社長となった。その直後に十八銀行関係者、すなわち松田派は所有する長崎電灯の株式を大阪の川北栄夫（川北電気企業社創業者）に売却、長崎電灯から退いて十八銀行の経営に専念することとなった。これらの株式は川北から古賀春一に転売されたため、古賀とその関係者は発行済み株式の過半数を確保して経営権を掌握し、長年続いてきた社内の派閥対立を終結させた。
日露戦争後の供給実績について見ると、電灯数は1906年に1万灯を超え、5年後の1911年には1万6千灯（需要家数約2,700戸）に達している。しかしこの伸び率はほかの九州の主要電気事業者に比べると低迷しており、1909年に福岡市の博多電灯（後の九州電灯鉄道）に九州首位の座を明け渡し、1911年には北九州の九州電気軌道と熊本電気にも追い越されて九州で4番目の電灯数となっていた。しかし新たに社長となった古賀春一は積極経営の方針を打ち出し、1912年末の新発電所（稲佐発電所）完成を期に電灯料金を引き下げ、翌年さらに引き下げる（10燭灯の場合月額1円から80銭を経て60銭へ）など新規需要の積極的な開拓を図った。この結果、1913年（大正2年）には需要家数2万戸・電灯数5万灯を突破するという急増を示した。料金引き下げ以外にも、従来の炭素線電球に替えて消費電力の小さい金属線電球（発光部分＝フィラメントにタングステンを用いる白熱電球）を導入する、昼間の配電を実施し動力用電力の供給を開始する、供給区域を市外にも拡張する、といった業務の刷新が行われている。供給急増により収入・利益も大幅増となり、日露戦争前の水準である配当率12パーセントに復帰し、長崎電灯は経営再建を了した。
一方山内善三郎の個人によって経営されていたガス事業は、元長崎市長の横山寅一郎らによって株式会社化と事業の拡大が計画され、1911年7月11日に新会社「九州瓦斯株式会社」が設立されて同社による経営に移った。資本金は25万円で、うち21万円で山内より事業を買収している。初代社長には横山が就任。資金の都合で福岡市の実業家太田清蔵に協力を依頼したことから太田も役員となり、翌年末には横山に代わって太田が社長となった。
九州瓦斯発足後の1911年9月よりガス料金の最大3割引き下げ、工事費の一部会社負担（従来はすべて需要者負担）などが実施され、ガス事業でも新規需要の獲得が目指された。1912年（大正元年）12月16日には長崎駅近くの八千代町にて建設が進んでいた新ガス工場が竣工。新工場の建設によって照明供給で競合する長崎電灯との競争が激しくなり、長崎電灯では対抗上料金を2割引き下げている。営業成績は1911年末時点で需要家数約1,100戸、供給口数4,600口（灯用4,300口）であったが、1年半後の1913年6月末には需要家数約2,200戸、供給口数9,200口（灯用7,200口）となった。
九州瓦斯は翌1913年に倍額増資を行い資本金を50万円とした。大正時代に入ってから数年間は電灯とガス灯が競合する時代が続いたが、取り扱いが簡単で安価な金属線電球が登場すると電灯が有利となり、ガス灯は徐々に廃れるようになる。このことから九州瓦斯では熱用での利用を勧誘するようになっていく。また工業用ガスの供給にも進出し、1913年7月に三菱造船所（長崎造船所）と供給契約を締結、大口需要を獲得した。

### 長崎電気瓦斯の成立
長崎電灯と九州瓦斯は、1914年（大正3年）4月30日、合併仮契約を締結した。電灯とガス灯という照明の供給で両社は長年競合関係にあったが、競争で両社の利益を損なっていたことから日本商業銀行の仲介で合併が決まった。合併前の時点で長崎電灯の資本金は100万円、九州瓦斯の資本金は50万円である。合併は両社解散して新会社を設立する新設合併によるもので、新たに「長崎電気瓦斯株式会社」を資本金216万円（全額払込済み）で設立するとされた。その合併条件は、
- 長崎電灯株主に対しては額面50円払込済み株式（旧株）1株につき新会社株式2株、37円50銭払込み株式（新株）1株につき新会社株式1.5株を交付する。交付株式数は計3万2000株（資本金160万円分）。
- 九州瓦斯株主に対しては額面50円払込済み株式（旧株・新株）1株に対し新会社株式金1.12株を交付する。交付株式数は計1万1200株（資本金56万円分）。

というものであった。両社はそれぞれ1914年5月18日株主総会で合併を議決。そして同年7月23日、出島内外倶楽部にて新会社の創立総会が開催され、長崎電気瓦斯株式会社が発足した。社長には旧長崎電灯社長の古賀春一が就任。取締役には旧九州瓦斯社長の太田清蔵のほか横山寅一郎・橋本辰二郎らが就いた。
新会社発足から1年後の1915年（大正4年）11月、大正天皇の御大典が行われた。この御大典を記念して長崎電気瓦斯は電灯の勧誘に努めたところ、増灯や高燭化（明るい電球への切り替え）が相次ぎ、半年間で5000灯を超える増灯を達成して11月末時点での電灯数は7万9337灯（需要家数2万8509戸）に達した。加えて官庁・領事館・会社・商店などからの希望に応じて御大典奉祝臨時灯を4700灯点灯したが、それでも材料や時間が足らず申し込みを謝絶した結果の灯数であるという。また電力供給も大口需要家である長崎紡績への供給増加や新たに開業した長崎電気軌道（11月16日開業）への供給などで増加し、11月末までの半年間で1.2倍に拡がり供給数は1,089馬力となった。
一方ガス供給は、1915年11月末の時点で需要家数2,986戸・供給口数1万2977口（照明用8,250口・熱用4,727口、ほかに動力用44馬力および街灯56基あり）で熱用は増加傾向の一方照明用は減少傾向にあった。合併後に勃発した第一次世界大戦の影響でガス管や器具類の価格が高騰したことから、長崎電気瓦斯では照明用途にはガス灯ではなく電灯を勧める方針を採っていたためである。また大戦の影響で化学薬品の価格が高騰したのを機にコールタールの蒸留装置を新設、11月1日より蒸留作業を開始しベンゼン・トルエン・ナフタレン・精留タール・タールピッチなどの製造を開始した。
なお1915年11月期（下期）の決算では、総収入29万9千円のうち電灯・電力収入は25万7千円、ガス収入は3万0千円であり、ガス事業よりも電気事業の方が大規模であったといえる。

### 九州電灯鉄道との合併

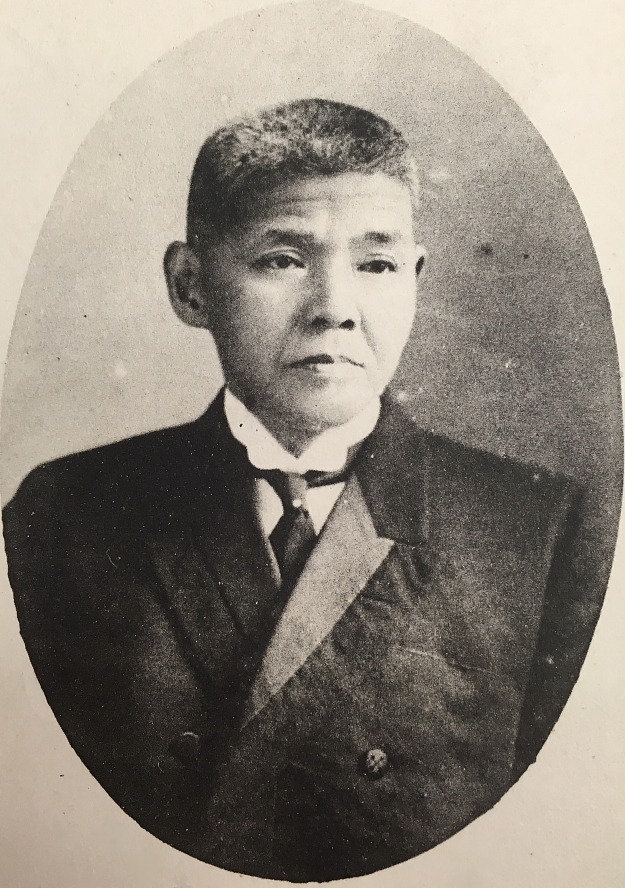
九州電灯鉄道社長伊丹弥太郎

長崎電気瓦斯発足の前年にあたる1913年8月、福澤桃介・松永安左エ門らが経営する日本瓦斯の傘下にあった九州・中国地方のガス会社10社が合併し、西部合同瓦斯（西部ガスの前身にあたる）が発足した。長崎県では佐世保市の佐世保瓦斯が合併に加わったが、太田清蔵率いる長崎の九州瓦斯はこれに参加せず、長崎電灯との合併へ進んだ。他方で、福澤・松永らがかかわる企業には電力会社の九州電灯鉄道もあった。同社は1912年（明治45年）6月に、福岡市の博多電灯軌道（旧・博多電灯）と佐賀市の九州電気が合併し成立。1913年には佐世保市の佐世保電気や大村・諫早地方に供給する大諫電灯を合併し、これも長崎県進出を果たしていた。同社の社長は佐賀出身の実業家伊丹弥太郎である。
九州電灯鉄道は佐賀県にて川上川第一発電所（出力6,600キロワット、1913年着工・1917年竣工）を建設するにあたり、発生電力の販路として三菱長崎造船所と長崎電気瓦斯に着目。予備電源として1915年8月に火力発電所（長崎発電所、出力1,000キロワット）を長崎電気瓦斯稲佐発電所構内に新設した上で、同年11月に長崎送電線を完成させ30日より長崎電気軌道に対する送電を始めた。長崎電気瓦斯の側としては、需要の増加によって旧式化した第一発電所に代わる電源が必要であったこともあり、九州電灯鉄道から1,000キロワットを受電することとなった。
長崎電気瓦斯で支配人を務めた桜木亮三によると、九州電灯鉄道の長崎送電線が建設されたことが独立を保っていた長崎電気瓦斯が同社に合併される決定的な要因となったという。合併交渉の末に1916年（大正5年）1月15日九州電灯鉄道との間に合併契約を締結。両社は3月11日の株主総会にて合併を承認した。その合併条件は、解散する長崎電気瓦斯の株主に対して同社額面50円払込済み株式1株につき存続会社の九州電灯鉄道株式0.85株を割り当てる、というものであった。合併は福岡県の久留米電灯、山口県の馬関電灯とまとめて実施されており、同年5月4日に九州電灯鉄道にて3社に関する合併報告総会が開かれて合併手続きが完了、長崎電気瓦斯は解散した。
合併後、長崎市には九州電灯鉄道の長崎支店が設置された。さらに1922年（大正11年）6月に九州電灯鉄道が中京地方の関西電気（旧・名古屋電灯）と合併し東邦電力が発足すると、以後東邦電力長崎支店が置かれた。

### 年表
- 1889年（明治22年）8月 - 長崎電灯株式会社設立。
- 1893年（明治26年）4月1日 - 長崎電灯開業。
- 1896年（明治29年） - 長崎電灯、発電所を長崎市高野平へ移転。
- 1902年（明治35年）12月28日 - 長崎瓦斯合資会社設立。
- 1903年（明治36年）10月1日 - 長崎瓦斯開業。
- 1906年（明治39年）8月29日 - 長崎瓦斯解散、山内善三郎が事業を引き継ぐ。
- 1911年（明治45年）7月11日 - 九州瓦斯株式会社設立、山内善三郎からガス事業を引き継ぐ。
- 1912年（明治45年）7月 - 長崎電灯社長に古賀春一が就任。
- 1912年（大正元年）末 - 長崎電灯、第二発電所竣工。
- 1914年（大正3年）4月30日 - 長崎電灯・九州瓦斯の間に合併契約締結。
- 1914年（大正3年）7月23日 - 長崎電灯・九州瓦斯の合併により長崎電気瓦斯株式会社設立。
- 1915年（大正4年）11月30日 - 九州電灯鉄道長崎送電線完成に伴い受電開始。
- 1916年（大正5年）1月15日 - 九州電灯鉄道・長崎電気瓦斯との間で合併契約締結。
- 1916年（大正5年）5月4日 - 長崎電気瓦斯、九州電灯鉄道と合併し解散。
- 1922年（大正11年）6月26日 - 関西電気と九州電灯鉄道が合併し東邦電力成立。

## 供給区域

### 電気
1915年（大正4年）6月末時点における長崎電気瓦斯の電灯・電力供給区域は以下の通り。なお全域長崎県内である。
- 長崎市
- 西彼杵郡
  - 小ヶ倉村・土井首村・深堀村・茂木村・上長崎村・矢上村・日見村・浦上山里村・西浦上村・小榊村・福田村・式見村（現・長崎市）
  - 長与村（現・長与町）
  - 時津村（現・時津町）
- 北高来郡
  - 古賀村（現・長崎市）

1915年11月末時点では、上記地域のうち小榊村・福田村・式見村・古賀村以外の1市11村が開業済みの供給区域であり、この地域において前述の通り電灯7万9337灯（需要家数2万8309戸）・電力1,089馬力を供給していた。長崎電気瓦斯区域は1951年（昭和26年）に発足した九州電力の管内にあたる。

### ガス
1915年（大正4年）3月末時点における長崎電気瓦斯の都市ガス供給区域は長崎市内のみ。供給ガスの種類は石炭ガスで、ガス工場は長崎市八千代町に置かれていた。前述の通り、1915年11月末時点でのガス供給実績は需要家数2,986戸・供給口数1万2977口である。
長崎のガス事業は九州電灯鉄道を経て東邦電力の時代になると分離され、1922年（大正11年）7月より西部合同瓦斯への業務委託が始まった。この西部合同瓦斯が東邦瓦斯（東邦ガス）に合併された後の1927年（昭和2年）9月には業務委託ではなく経営移管が行われ、長崎のガス事業は東邦瓦斯長崎支店の所管となった。その3年後の1930年（昭和5年）、長崎を含む九州地方における東邦瓦斯の事業が独立して現在の西部瓦斯（西部ガス）が発足している。

## 発電所

### 第一発電所
第一発電所（油屋町発電所とも）は長崎電灯創業時からの発電所である。当初長崎市外の浦上山里村馬込郷（後の長崎市御船蔵町）にあったが、1896年（明治39年）の増設とともに長崎市高野平（現・高平町）へ移転している。発電所の主要設備は以下の通り。
- ボイラー ： 計6台
- 原動機 ：
  - 米国製85馬力蒸気機関1台
  - 三吉工場製100馬力蒸気機関1台
  - 米国製200馬力蒸気機関1台
  - 英国製500馬力蒸気機関1台
- 発電機 ：
  - 24キロボルトアンペア直流発電機1台（英国ブリティッシュ・トムソン・ハウストン製）
  - 35キロボルトアンペア単相交流発電機1台（英国ブリティッシュ・トムソン・ハウストン製、周波数125ヘルツ）
  - 60キロボルトアンペア単相交流発電機1台（三吉工場製、周波数125ヘルツ）
  - 120キロボルトアンペア単相交流発電機1台（米国ゼネラル・エレクトリック製、周波数125ヘルツ）
  - 300キロボルトアンペア単相交流発電機1台（芝浦製作所製、周波数60ヘルツ）
- 発電所出力 ： 539キロワット

1893年4月の開業当初の発電機は直流・交流各1台ずつで出力は59キロワット。以後需要の増加に応じて1896年に60キロワット、1900年に120キロワット、1903年に300キロワットと増設が繰り返され発電機5台・出力計539キロワットの発電所となった。しかし相次いで無計画に増設されたことで種類や周波数など発電機の規格が統一されておらず、総合運転が不可能という問題を抱えていた。このため九州電灯鉄道からの受電が開始されると予備発電所とされ、九州電灯鉄道との合併後の1918年（大正7年）8月に廃止された。

### 第二発電所
第二発電所（稲佐発電所とも）は長崎市稲佐地区の旭町に建設された発電所である。1912年（大正元年）に竣工した。発電所の主要設備は以下の通り。
- ボイラー ： 2台
- 原動機 ： 750馬力カーチス式蒸気タービン2台（英国ブリティッシュ・トムソン・ハウストン製）
- 発電機 ： 625キロボルトアンペア三相交流発電機2台（英国ブリティッシュ・トムソン・ハウストン製、周波数60ヘルツ）

1915年（大正4年）8月になって九州電灯鉄道の長崎発電所（出力1,000キロワット）が同一構内に増設された。このため長崎電気瓦斯が九州電灯鉄道に合併された後は両社の発電所を合わせて「長崎発電所」と称している。1919年（大正8年）2月には3,000キロワットの増設工事が竣工し、設備容量5,000キロワットの発電所とされた。長崎発電所は東邦電力時代も存続したが、1945年（昭和20年）に廃止されており現存しない。